# Bergschöffenstuhl
Der Bergschöffenstuhl, auch Bergschöppenstuhl oder einfach nur Schöppenstuhl genannt, war ein vom Landesherrn eingesetztes Direktorium, das in streitigen Bergsachen Recht sprach. Der älteste Bergschöffenstuhl war der Bergschöppenstuhl zu Iglau. Außerdem gab es auch Bergschöffenstühle in Böhmen, zu Schönfeld, in Joachimsthal und in Clausthal. In Kursachsen zu Freyberg existierte ebenfalls ein Bergschöffenstuhl, der mit dem Rathsstuhl der Stadt vereinigt war. Die Erkenntnisse der Schöffenstühle nahmen des Öfteren Einfluss auf die inhaltliche Gestaltung der Bergrechts.

## Grundlagen und Geschichte
Seit dem 7. Jahrhundert wurde der Bergbau anhand von mündlichen Überlieferungen mit gewohnheitsrechtlichen Grundsätzen von den Bergbautreibenden praktiziert. Hieraus entwickelten sich im Laufe der Jahrhunderte die Berggebräuche. Diese bildeten sich nach und nach zur Norm aus und wurden bis ins 13. Jahrhundert so praktiziert. Allerdings wurde dieses Gewohnheitsrecht von den Grundbesitzern nicht immer anerkannt, sodass es häufig zu Streitigkeiten zwischen den privaten Grundbesitzern und dem Landesherrn kam. Oftmals waren die zivilen Richter mit den Gepflogenheiten im Bergbau und dem Bergbau im Allgemeinen nur wenig vertraut. Bereits vor dem 12. Jahrhundert wurde in Iglau der erste Bergschöffenstuhl ins Amt gesetzt. In der ersten Hälfte des 13. Jahrhunderts wurden die ersten Bergordnungen in Kraft gesetzt. Um nun die Grundsätze der Berggesetzgebung ins praktische Leben zu übertragen, wurden nach und nach in verschiedenen Bergrevieren weitere Bergschöffenstühle eingerichtet. Diese Gremien konnten nun in strittigen Rechtssachen, die den Bergbau betrafen, zwecks Belehrung befragt werden.

## Zusammensetzung und Wirkungsweise
Die Bergschöffenstühle der jeweiligen Regionen waren personell unterschiedlich besetzt. So bestand beispielsweise der Bergschöffenstuhl zu Freiberg aus zwei Bürgermeistern, mehreren Senatoren und verschiedenen Bergbausachverständigen. Diese Sachverständigen waren zum Teil Bergleute von der Feder, zum Teil Bergleute vom Leder und zum Teil Juristen. Seit dem Beginn des 15. Jahrhunderts gab es in Freiberg ein jährlich wechselndes Schöffenkollegium. Kam es zu Streitigkeiten, die auch das Bergrecht tangierten, gab es verschiedene Möglichkeiten, zu einer Einigung zu kommen. Die Streitfälle wurden, genauso wie auch andere Streitfälle im offenen Gericht, durch schiedsrichterliche Sprüche oder durch Zivilprozesse entschieden. Wenn das Urteil des Richters von beiden streitenden Parteien anerkannt wurde, konnte so verfahren werden und das Urteil wurde rechtskräftig. Anderseits konnte der Richter die Rechtsstreitigkeit an andere Rechtskollegien überweisen oder, wenn der Streitgegenstand nur das Bergrecht berührte, wurde der Fall an den Bergschöffenstuhl weitergeleitet. Problematisch wurde es, wenn es um Verleihungen oder Verschenkungen von Bergwerkseigentum mit edlen Metallen ging. Hier musste oftmals der Bergschöffenstuhl einen Rechtsspruch fällen.

## Kompetenzen und Dokumentation
Die Kompetenzen der Bergschöffenstühle erstreckten sich in der Regel nur auf den jeweiligen Zuständigkeitsbereich. Der Bergschöffenstuhl von Freiberg war beispielsweise für sämtliche Bergsachen ganz Chursachsens zuständig. Auch war es nicht zulässig, Akten an andere Bergschöffenstühle weiterzuleiten. Diese Vorgehensweise führte dazu, dass in einem Jahrhundert nur sechs bis acht Urteile von außer Landes befindlichen Schöffenstühlen eingeholt wurden. Allerdings konnte hier auf Ersuchen der Streitparteien eine Ausnahme gemacht werden. So wurden oftmals die Akten der Bergämter aus Sachsen in zweiter Instanz an die Bergschöffenstühle nach Clausthal oder Joachimsthal geschickt. Mehrere hundert der Urteile und Sprüche der Bergschöffenstühle wurden teilweise handschriftlich niedergeschrieben und als Sammlung mit dem Titel Urteile und Rechtserkenntnisse von Bergschöffenstühlen archiviert.